# Trisetum buschianum
Trisetum buschianum là một loài thực vật có hoa trong họ Hòa thảo. Loài này được Seredin miêu tả khoa học đầu tiên năm 1961.